# Бэтмен. Лечебница Аркхем. Дом скорби на скорбной земле
«Бэтмен. Лечебница Аркхем. Дом скорби на скорбной земле» (англ. Arkham Asylum: A Serious House on Serious Earth) — графический роман о Бэтмене, написанный Грантом Моррисоном и проиллюстрированный Дейвом Маккином. Комикс был издан в США издательством DC Comics в 1989 году. Подзаголовок взят из последнего четверостишия стихотворения Филипа Ларкина «Посещение церкви».
В октябре 2013 года в России комикс был официально переведен и издан компанией «Азбука».

## Концепция и влияния
В издании, посвященном 15-летию выхода комикса, (2004) Моррисон отмечает несколько деталей, использованных при создании новеллы:
«Лен Уэйн… написал несколько кратких, но емких историй о клинике Аркхем, и именно оттуда я узнал об Амадее Аркхэме, основателе лечебницы…».
Меня вдохновляли рассказы Льюиса Кэрролла, квантовая физика, Карл Густав Юнг и Алистер Кроули; сюрреализм, Жан Кокто, Антонен Арто, Ян Шванкмайер, Братья Куай и т. д. Я хотел создать что-то вроде музыки или экспериментального фильма, нежели типичную книжку комиксов. Я хотел рассмотреть Бэтмена с
точки зрения сказочного, эмоционального и иррационального „левого“ полушария, как ответ на „The Dark Knight Returns“, „Хранителей“ и других.»
Моррисон объясняет, что «история вертится вокруг небольших символов, объединяясь создают некую мистику: Луна, Тень, Зеркало, Башня, Мать и Дитя. История строится под влиянием архитектуры дома — прошлое и рассказы Амадея формируют подвальные уровни. Секретные проходы соединяют идеи и части книги. Символы и метафоры скрываются на верхних этажах. План Дома Аркхэм был основан на Гластонберийском Аббатстве и Шартрейском соборе. Путешествие через книгу — подобно перемещению через этажи дома непосредственно. Дом и Аркхэм одно целое.»

## Сюжет
Комиссар Гордон сообщает Бэтмену о бунте в Аркхэме. Под предводительством Джокера пациенты захватывают власть в больнице, но вовсе не спешат сбежать на волю. Назначенная ими цена за заложников — визит на их территорию Рыцаря Ночи.
Побеседовав по телефону со своим архи-врагом, шут-маньяк заманивает его в психушку: стоит Летучей мыши заикнуться про отказ, как злодей начинает вслух комментировать, как он выбивает карандашом глаз 19-летней Перл, которая работает в больнице на кухне. Как только герой оказывается в стенах Аркхэма, все входы и выходы закрываются. Джокер, как и обещал, отпускает заложников (у Перл на месте оба глаза — это была всего лишь шутка, так как на дворе Первое апреля) — кроме психиатров Кавендиша и Адамс, которые остались добровольно. Джокер приступает к изощренной пытке, заставляя Бэтмена пройти устроенный доктором Адамс тест на ассоциацию слов. Затем психопат решает поиграть в прятки, дав герою немного времени и спуская на него всю аркхэмскую свору. Начинается настоящая охота на Летучую мышь. Отчаянные попытки Бэтмена обрести контроль над ситуацией казались бы банальными, если бы не соседствовали на страницах книги с тревожащими сознание и подсознание метафорами, странными и впечатляющими зрительными образами и размышлениями о грани между здравомыслием и безумием.
Авторы дают краткий, но яркий психологический портрет каждого из обитателей лечебницы. Среди них:
Двуликий, попавший в затруднительное положение — врачи отобрали у него судьбоносную монету и дали вместо неё гадальную колоду Таро, так что теперь бедняга вынужден выбирать не из двух, а из 78 вариантов, и даже не может решить, идти ему в туалет или нет;
Пугало, Безумный Шляпник, Убийца Крок, Глиноликий, Макси Зевс и Доктор Судьба, мечтающие поквитаться с обидчиком и с нетерпением ждущие, когда Джокер наиграется с Мышкой; наконец, сам Клоун — Принц Преступного Мира, чья навязчивая идея достать Темного Рыцаря приобретает тут особенно уродливую форму: произносимые маньяком реплики нарисованы кроваво-красным цветом, а его улыбка кажется абсолютно нечеловеческой. Желая доказать, что Бэтмен столь же безумен, как и любой пациент Аркхэма, скалящийся демон проводит его по всем кругам больничного ада.
В финале решить судьбу героя доверяют Двуликому. Подбросив монету, он говорит, что Бэтмен свободен; лишь он и читатель знают, что на самом деле монета упала «злой» стороной. Соблюдая договор, Джокер провожает архи-врага до дверей, шутя напоследок, что здесь для него всегда найдется местечко.

## Критика и наследие
Графический роман представляет очень разные версии нескольких персонажей во вселенной Бэтмена. Примеры включают в себя: Макси Зевса, электрифицированного, тощего, одержимого электрическим током;
Глиноликого (судя по всему, Престона Пейна), с гниющей кожей из-за отсутствия «пищи»;
Безумного Шляпника, чья одержимость «Алисой в стране чудес» имеет педофилический характер и
Бэтмена, который начинает сомневаться в разумности своих действий. Убийца Крок первоначально изображается в виде физических деформации, по аналогии с Джозефом Мерриком, «Человеком-слоном», хотя его окончательный образ в виде человекоподобного крокодила.
Комикс приобрел статус культового и отмечен, преимущественно, восторженными отзывами профессиональных критиков. Хилари Голдштейн из IGN Comics сказал: «Arkham Asylum отличается от любой другой книги о Бэтмене, которую ты когда-либо читал, и она — одна из лучших когда-либо выходивших в свет книг о супергерое». Он дал 4-е место Arkham Asylum в списке 25 наиболее известных графических романов о Бэтмене, после «Убийственной шутки», «Возвращения Тёмного рыцаря» и «Бэтмен: Год первый».

## Адаптации

### Фильмы
- Хит Леджер создавал образ Джокера для фильма «Тёмный рыцарь», опираясь на этот комикс[6].

### Игры
- Игра Batman: Arkham Asylum унаследовала от комикса некоторые черты:
  - Бой с Убийцей Кроком.
  - Новый надзиратель Аркхэма, Куинси Шарп, считает себя реинкарнацией Амадея Аркхэма, и делает частые ссылки на историю, изложенную в комиксе.
  - Основатель лечебницы присутствует в игре как дух, обитающий в особняке, в камере, в которой он вписал своё имя в полу.
  - В игре есть момент, когда Куинси Шарп называет Джокера «грязным дегенератом», как Бэтмен делает это в графическом романе.
  - Переход от одного злодея к другому очень напоминает сам графический роман.
  - Внутренняя архитектура лечебницы отдаленно напоминает архитектуру лечебницы из графического романа.
  - Персонаж доктор Рут Адамс стала основой для психиатра Пенелопы Янг, которая также практиковала жестокие методы лечения пациентов. Она как и Рут Адамс использовала особенные способы исследования психологии давних обитателей больницы.
  - В игре Бэтмен борется с воспоминаем гибели родителей. В графическом романе он это вспоминает из-за Джокера и доктор Рут Адамс, а в игре из-за галлюциногенных токсинов Пугала.